# Dolomiti di Fassa
Le Dolomiti di Fassa sono un gruppo montuoso dolomitico appartenente alle Dolomiti di Gardena e di Fassa. Si trovano in Trentino-Alto Adige (Provincia di Bolzano e Provincia di Trento) e in  Veneto (Provincia di Belluno). Prendono il nome dalla Val di Fassa, valle che si incunea al loro interno.

## Classificazione

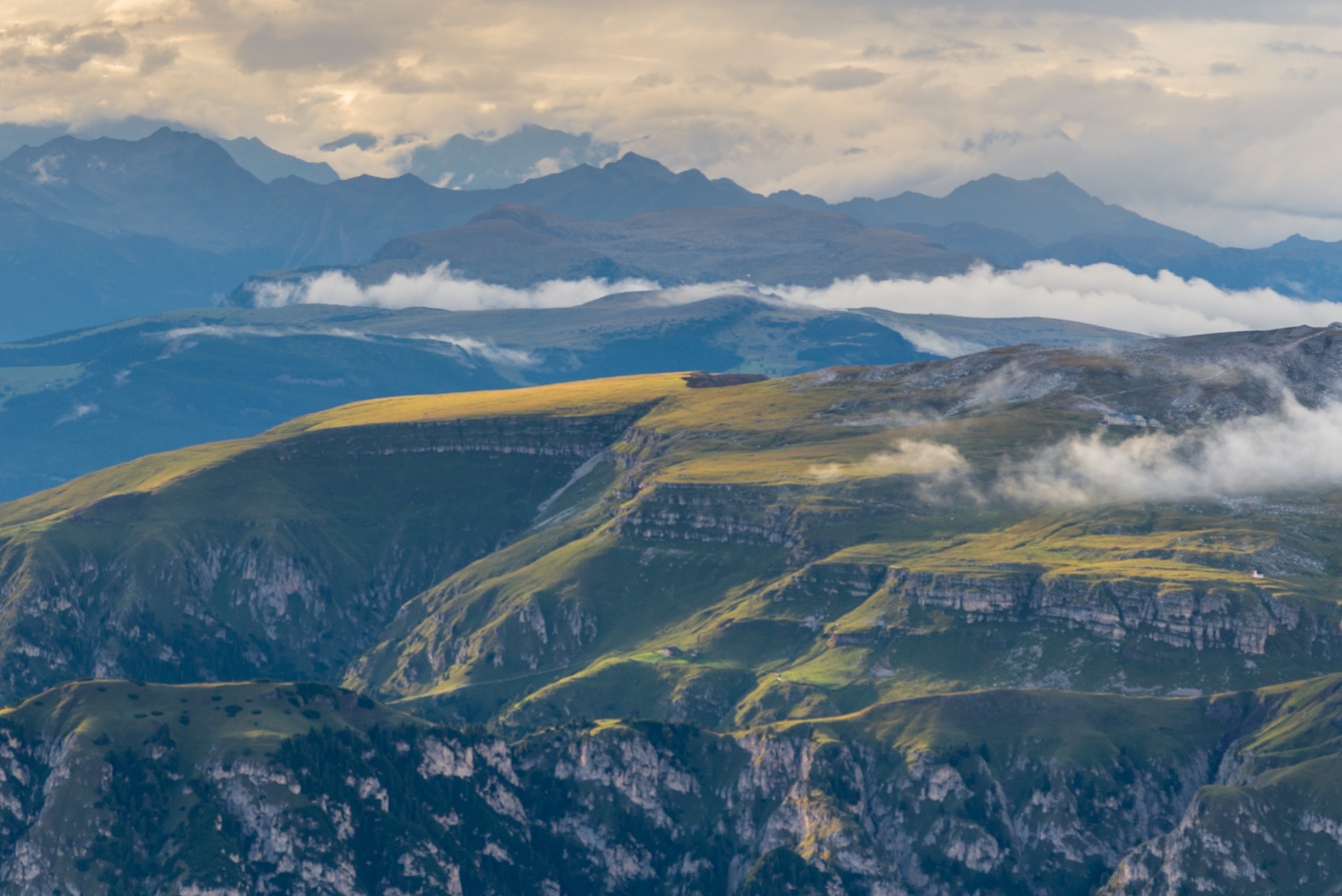
Massiccio dello Sciliar

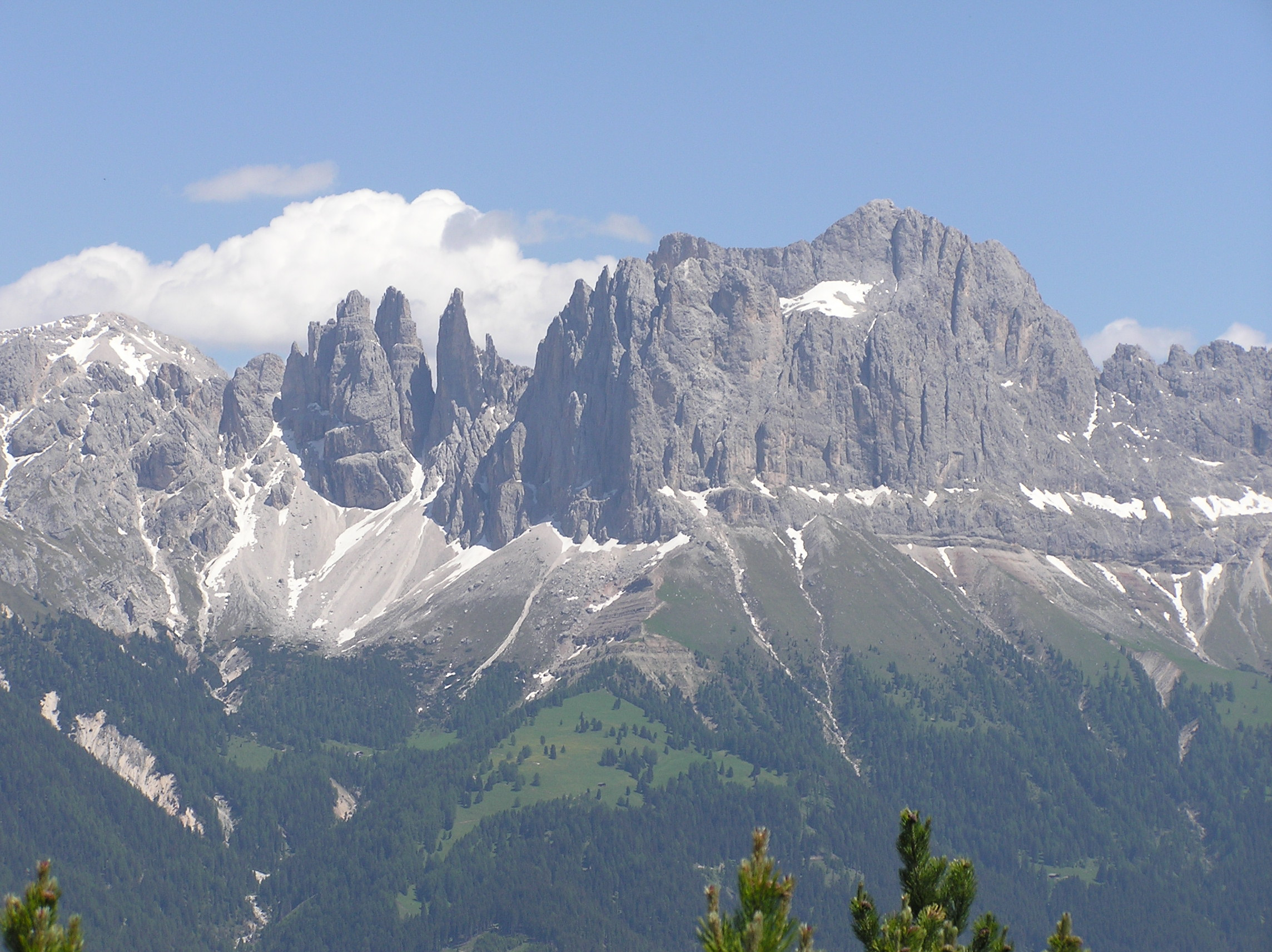
Gruppo del Catinaccio

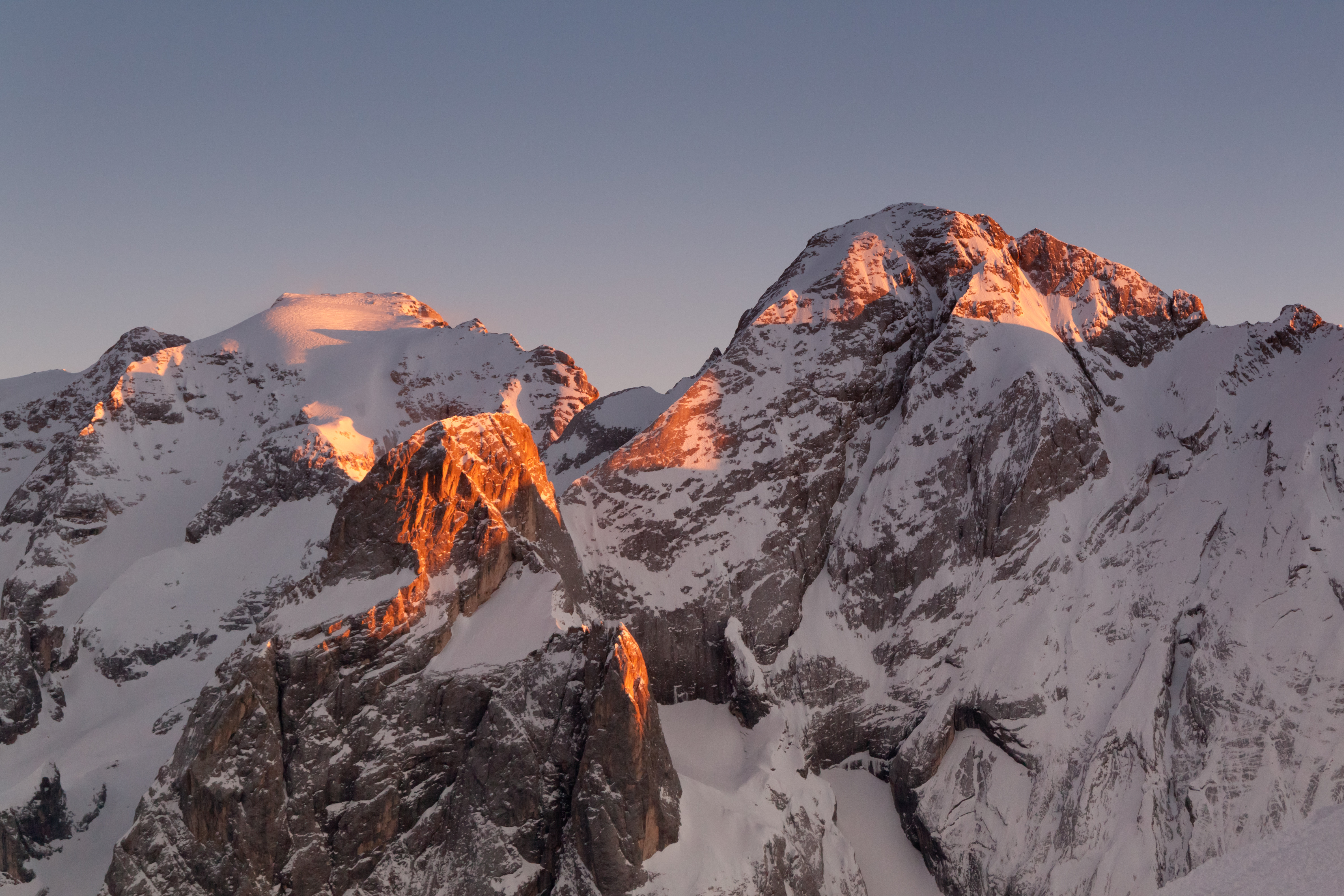
Marmolada

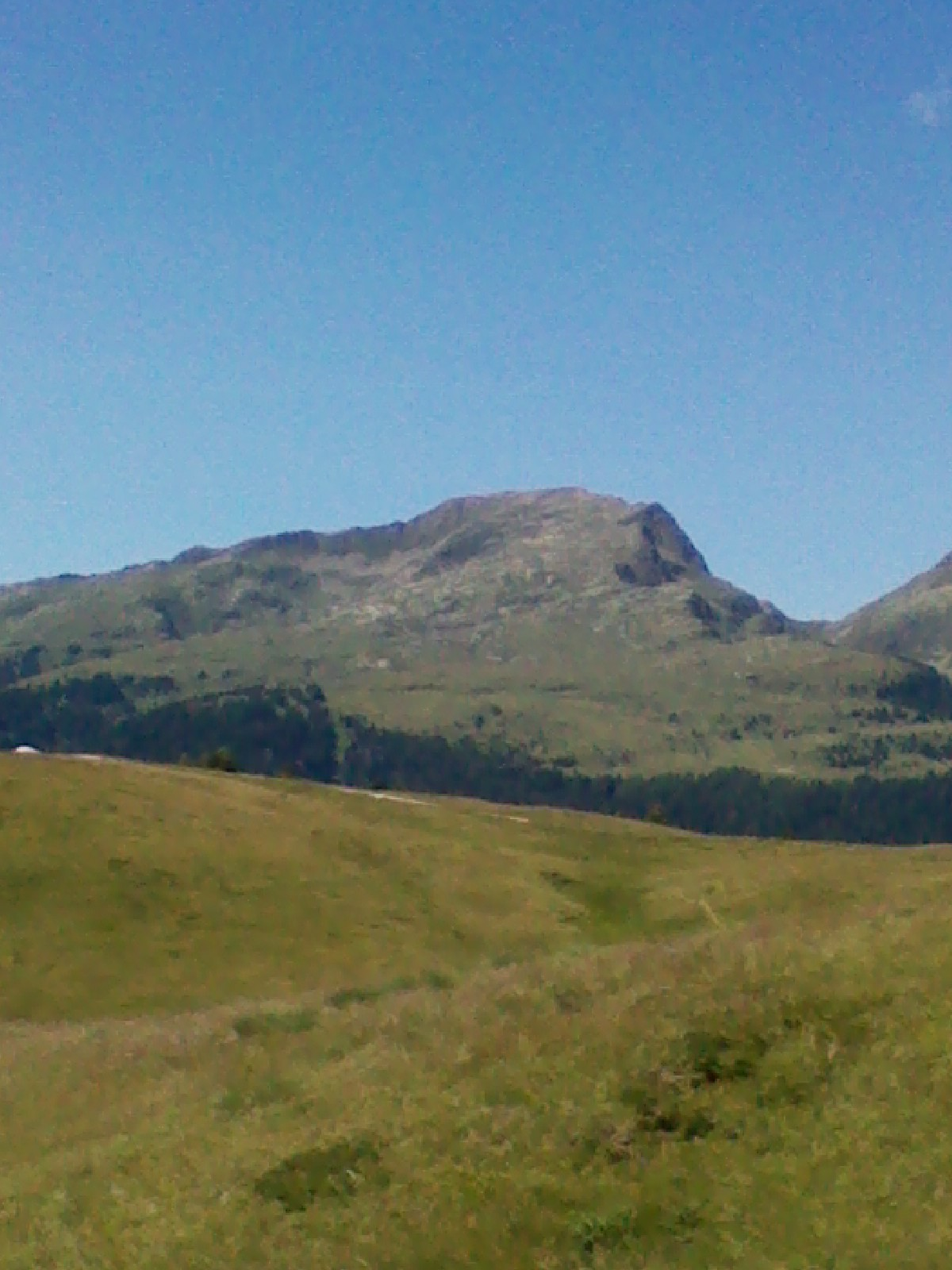
Catena di Bocche

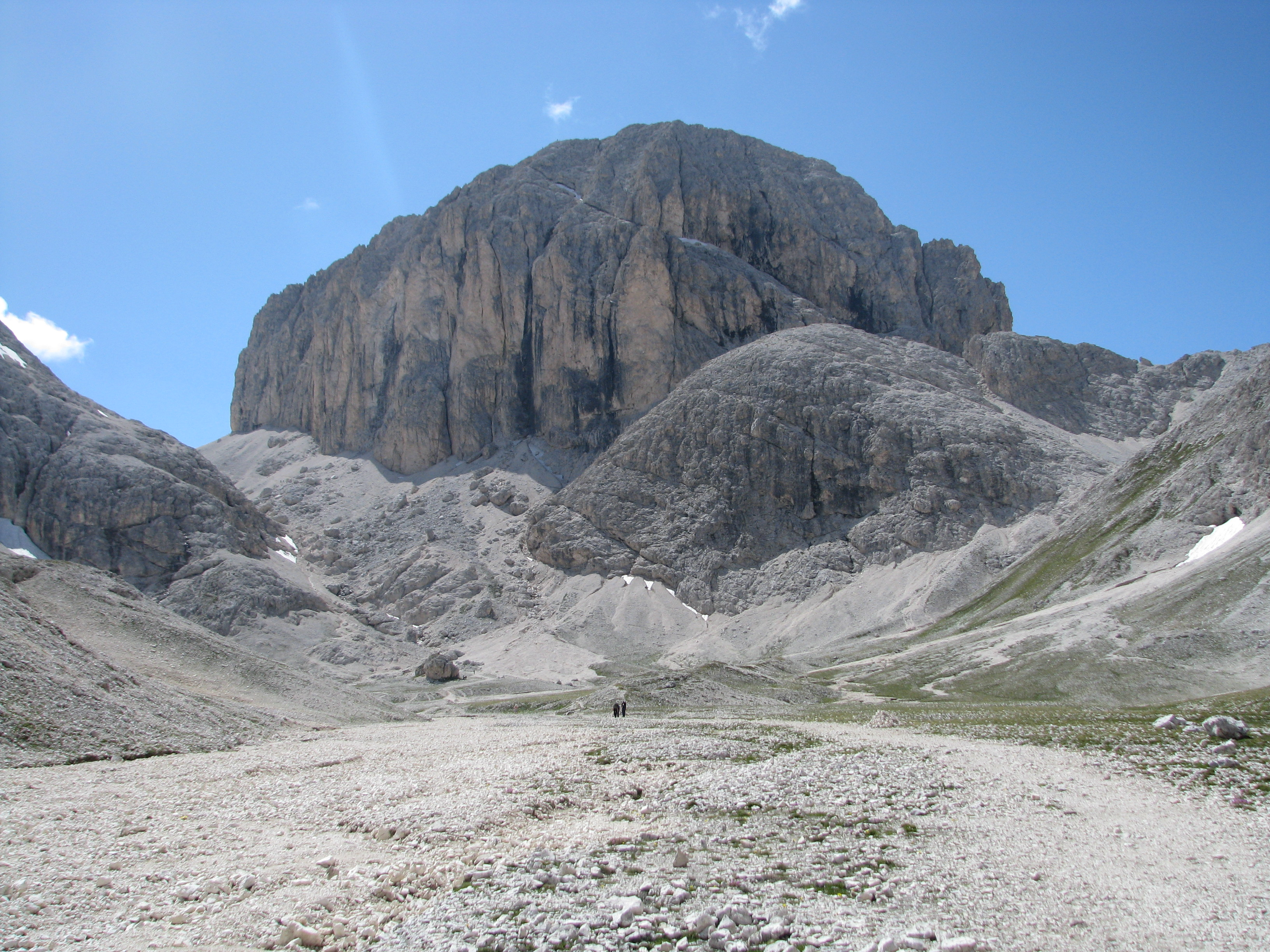
Catinaccio d'Antermoia

Secondo la SOIUSA esse formano un supergruppo alpino con la seguente classificazione:
- Grande parte = Alpi Orientali
- Grande settore = Alpi Sud-orientali
- Sezione = Dolomiti
- Sottosezione = Dolomiti di Gardena e di Fassa
- Supergruppo = Dolomiti di Fassa
- Codice = II/C-31.III-B

## Delimitazioni
A nord sono delimitate dalla Forcella Denti di Terrarossa e dal Passo Pordoi; ad est dal torrente Cordevole; a sud dalla Val d'Ega, dal Passo di Costalunga, dalla Val Travignolo, dal Passo di Valles e dal torrente Biois; ad ovest dalla Valle Isarco.

## Suddivisione
Secondo la SOIUSA le Dolomiti di Fassa sono suddivise in quattro gruppi e venti sottogruppi:
- Massiccio dello Sciliar (7)
  - Cresta di Terrarossa (7.a)
  - Massiccio Monte Pez-Cime di Siusi (7.b)
    - Massiccio Monte Pez (7.b/a)
    - Cime di Siusi (7.b/b)

  - Dorsale del Maglio (7.c)
- Gruppo del Catinaccio (8)
  - Sottogruppo del Principe (8.a)
  - Sottogruppo Molignon-Antermoia (8.b)
    - Catena Molignon-Croda del Lago (8.b/a)
    - Catena d'Antermoia (8.b/b)

  - Sottogruppo del Larsec (8.c)
    - Dorsale Larsec-Scalieret (8.c/a)
    - Dorsale di Lausa (8.c/b)
    - Dorsale Pope-Cront (8.c/c)

  - Sottogruppo di Valbona (8.d)
    - Catena Grande di Valbona (8.d/a)
    - Catena Piccola di Valbona (8.d/b)
    - Cresta del Ciamin (8.d/c)

  - Catinaccio Centrale (8.e)
    - Catena Torri del Vaiolet-Croda di Re Laurino (8.e/a)
    - Catena del Catinaccio Centrale (8.e/b)

  - Dorsale Nigra-Montalto di Nova (8.f)
  - Sottogruppo Coronelle-Mugioni (8.g)
  - Catena della Roda di Vael (8.h)
- Gruppo della Marmolada (9)
  - Catena del Padon (9.a)
  - Massiccio della Marmolada (9.b)
  - Sottogruppo Ombretta-Ombrettola (9.c)
    - Massiccio Sasso Vernale-Cime d'Ombretta (9.c/a)
    - Cresta Ombrettola-Fop (9.c/b)

  - Catena dell'Auta (9.d)
  - Catena della Cima dell'Uomo (9.e)
  - Sottogruppo Collac-Buffaure (9.f)
  - Sottogruppo Monzoni-Vallaccia (9.g)
- Catena di Bocche (10)
  - Massiccio della Cima di Bocche (10.a)
  - Massiccio della Viezzena (10.b)

Si noti che i primi due gruppi: il Massiccio dello Sciliar ed il Gruppo del Catinaccio prendono anche il nome di Dolomiti Occidentali di Fassa a causa della loro posizione rispetto alla Val di Fassa. I due gruppi: Gruppo della Marmolada e Catena di Bocche prendono il nome di Dolomiti Orientali di Fassa oppure Gruppo della Marmolada (in senso ampio).

## Montagne

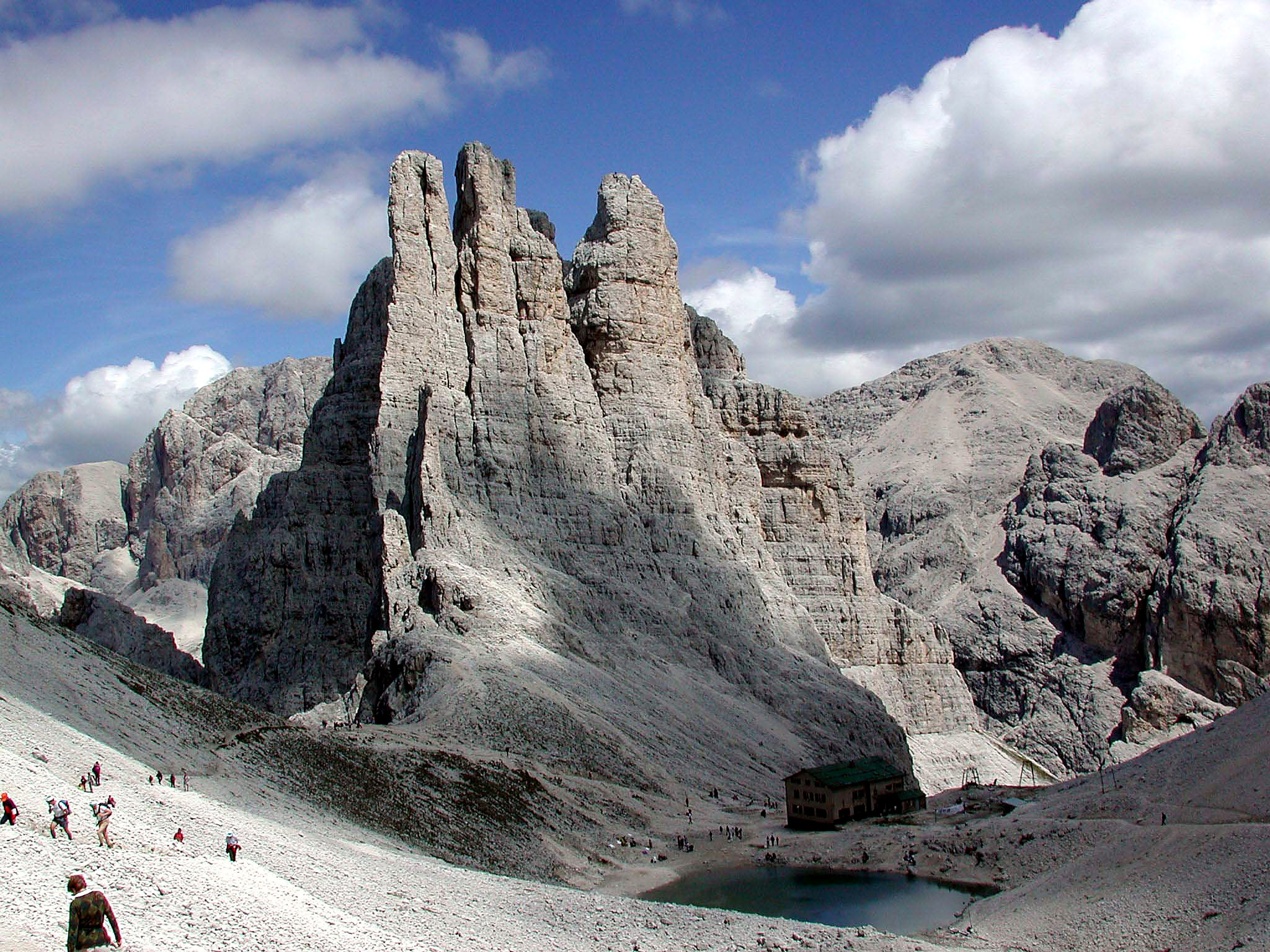
Torri del Vajolet

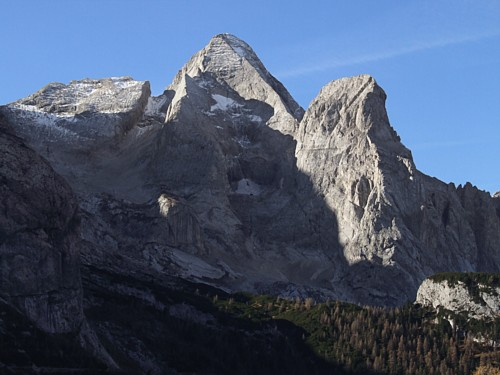
Il Gran Vernel.

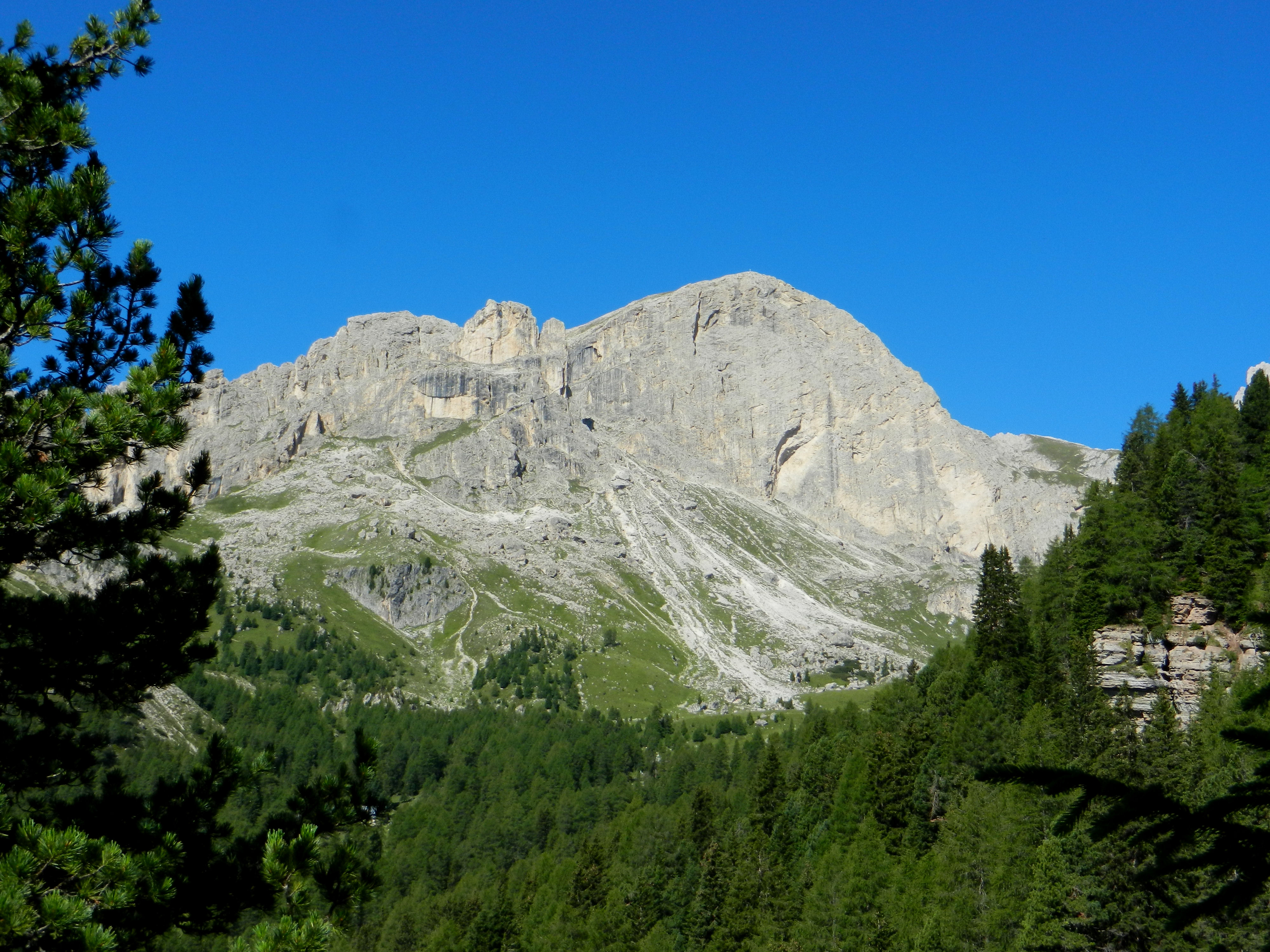
Roda di Vaèl

Le montagne principali sono:
- Punta Penia - 3.342 m
- Gran Vernel - 3.210 m
- Sasso Vernale - 3.058 m
- Cima Ombretta - 3.011 m
- Cima Uomo - 3.010 m
- Catinaccio d'Antermoia - 3.004 m
- Cima Catinaccio - 2.981 m
- Cima del Larsec - 2.889 m
- Torri del Vajolet - 2.821 m
- Roda di Vaèl - 2.806 m
- Cima Bocche - 2.745 m
- Cima Juribrutto - 2.697 m
- Monte Pez - 2.662 m
- Cima di Terrarossa - 2.653 m
- Punta Vallaccia - 2.637 m
- Monte Sciliar - 2.564 m
- Cima Castello - 2.519 m
- Cima Viezzena - 2.490 m
- Santner - 2.413 m
- Euringer - 2.394 m